# Granolaria
Granolaria is een geslacht van weekdieren uit de klasse van de Gastropoda (slakken).

## Soorten
- Granolaria salmo (Wood, 1828)
- Granolaria valenciennesii (Kiener, 1840)